# ديني (دينيسوفان 11)

ديني (دينيسوفان 11) هي أحفورة لفتاة عمرها 13 عامًا على الأقل عاشت قبل 90 ألف عام تقريبًا، وقد تبين أنها إنسان بدائي هجين بين إنسان النياندرتال والدينيسوفان. عُثر على ديني في عام 2012 وهي تمثل المرة الأولى التي يُكتشف فيها إنسان بدائي ينتمي والديه إلى نوعين مختلفين من البشر. يسمح حمضها النووي بإجراء دراسات جينية مفصلة للمقارنة بين الأنواع البشرية، ويمكن أن تفيد في تحديد تردد التكاثر بين الأنواع البشرية المختلفة وتأثيره على تطور الإنسان الحديث.
قاد عالما الوراثة القديمة فيفيان سلون وسفانتي بابو جرى، من معهد ماكس بلانك للأنثروبولوجيا التطورية في لايبزيغ، ألمانيا، التحليل الجيني الأولي للأحفورة.

## نظرة عامة
حددت تحليلات تأريخ الأحفورة في عام 2016 أن هذا الشخص توفي قبل نحو 90 ألف عام، وتشير خصائص العظام إلى أن عمره لا يقل عن 13 عامًا. يشير تحليل تسلسل الجينوم الكامل (إجمالي الحمض النووي للميتوكوندريا والنواة) إلى أن الأحفورة تعود لأنثى، أمها من النياندرتال وأبوها من الدينيسوفان. استنتجت تحليلات سابقة للجينومات القديمة الأخرى أن إنسان دينيسوفان وإنسان نياندرتال والإنسان الحديث قد تزاوجوا خلال العصر الجليدي في أوروبا وآسيا، لكن هذا الاكتشاف هو الدليل الأكثر مباشرةً حتى الآن على أن البشراناويات تزاوجوا مع بعضهم البعض وأنجبوا ذرية.
أظهرت الحفريات السابقة في الكهف السيبيري حيث اكتُشفت ديني أن الأنواع الثلاثة (الإنسان الحديث وإنسان النياندرتال وإنسان الدينيسوفان) عاشت هناك في أوقات مختلفة، وأن هذه الأنواع تزاوجت مع بعضها البعض. توجد جينات النوعين البشريين البدائيين في الكثير من الأشخاص اليوم، ما يشير إلى تزاوج الأنواع الثلاثة عند التقاء أفرادها. من غير الواضح ما إذا كان التزاوج بالتراضي، أو إذا كان النسل قادرًا على الإنجاب. يعتقد بعض الباحثين المشاركين أن هذا الاكتشاف يدعم فكرة أن إنسان النياندرتال والدينيسوفان لم ينقرضا، بل اندمجا في المجتمعات البشرية الحديثة.

## الاكتشاف
تتكون الأحفورة المُكتشفة من شظية عظمية واحدة يبلغ طولها نحو 2 سنتيمتر اكتُشفت عام 2012 من قبِل علماء آثار روس في كهف دينيسوفا، في الطبقة 12 من المعرض الشرقي. يقع الكهف في وادي دينيسوفا، جبال ألتاي في سيبيريا، روسيا. في ذلك الوقت، كان أصل (أنواع) العظام غير معروف، وقد جرى أرشفتها مع 2000 شظية عظمية غير موصوفة من الكهف للتعرف عليها لاحقًا. في عام 2016، كانت سامانثا براون، حينها طالبة ماجستير في جامعة أكسفورد، تصنف آلاف الشظايا العظمية من الكهف، وتدرس البروتينات في كولاجين العظام لمعرفة أنواع الحيوانات الخاصة بها. باستخدام هذه الطريقة، حددت أن العظم يعود لبشراناويات. تبين أن العظم عمره 90000 عام تقريبًا، وقد استُخدم سمك العظام لتحديد عمر الشخص الذي تبين أنه لا يقل عن 13 عامًا.
في هذه المرحلة، نُقلت العظام إلى معهد ماكس بلانك للأنثروبولوجيا التطورية، الذي قام سابقًا بعزل وتحديد تسلسل الحمض النووي للدينيسوفان. كان أول تحليل أُجري في معهد ماكس بلانك هو للحمض النووي للميتوكوندريا، متبوعًا بالحمض النووي للنواة. كانت النتائج المنشورة عام 2018 أول دليل مباشر على حدوث تزاوج بين الأنواع البشرية المختلفة، ووُصفت بأنها «اكتشاف تاريخي ... سيساعد في تشكيل فهمنا للتفاعلات بين البشراناويات».
وفقًا لعالم الوراثة السكانية بونتوس سكوجلوند من كلية الطب في جامعة هارفارد، والذي يعمل حاليًا في معهد فرانسيس كريك في لندن، فإن «العثور على شخص من الجيل الأول من أصل هجين [بين إنسان النياندرتال والدينيسوفان] هو أمر استثنائي تمامًا. ... إنه حقًا علم رائع مقترن بقليل من الحظ. إنها حالة واضحة حقًا. أعتقد أنها ستدخل في الكتب الدراسية على الفور».